# Korokoro Dam Waterfall
Der Korokoro Dam Waterfall ist ein künstlicher, mehrstufiger Wasserfall am Nordrand der Stadt Lower Hutt in der Region Wellington auf der Nordinsel Neuseelands. Er liegt an einem Stauwehr des Korokoro Stream, der wenige Kilometer hinter dem Wasserfall in das Kopfende des Wellington Harbour mündet. Seine Fallhöhe beträgt rund 8 Meter. Etwas stromaufwärts liegt der Broadwalk Waterfall.
Vom Parkplatz am Eingang zum Belmont Regional Park an der Maungaraki Road führt der Korokoro Dam Loop Walk in rund 30 Minuten zum Wasserfall.